# SETA (organización)
Seta es la principal organización en defensa de los derechos y representación del colectivo LGBT de Finlandia. Fundada en el año 1974, su actual presidenta es Pekka Rantala y secretaria general Kerttu Tarjamo.
Es una institución de carácter nacional que está presente en todo el país y cuyo objetivo principal es hacer valer la igualdad legal y social de las personas independientemente de la opción sexual e identidad de género. Ésta labor no ha sido compleja durante los últimos años a diferencia de otros países, debido a que la sociedad finlandesa tiene un alto grado de aceptación y tolerancia hacia la homosexualidad como en toda Escandinavia. Las bodas entre personas del mismo sexo han sido permitidas desde el año 2017. La confirmación legal del género ha sido posible mediante una autodeclaración sin necesidad de un proceso médico desde el año 2023. 

## Objetivos y actividades
Dentro de los pilares fundamentales de la organización está proteger a las LGBT (lesbianas, homosexuales, bisexuales, Transgénero, Género no binario, la gente conIntersexualidad), influir en la legislación y en la sociedad en general, a tomar conciencia de que las LGBT tienen los mismos derechos y libertades, por esta razón, están en pleno derecho de participar libremente y ejercer sus derechos como ciudadanos que son al interior de la sociedad finlandesa, manifestándose en contra de todo tipo de discriminación basada en orientación sexual, trabajando conjuntamente y recibiendo la colaboración de las autoridades y organismos no gubernamentales afines tanto en Finlandia como en el extranjero. 
Otra de las actividades importantes que realiza es instar a LGBTI jóvenes a formar agrupaciones en varias localidades donde se reúnen y discuten sobre sus experiencias de vida. Del mismo modo, la organización realiza campañas y publica material con información referente a la diversidad, identidad de género, orientación sexual de las personas entre otros. También ofrece asesorías, apoyo e información a las minorías sexuales y de género a través de dos unidades especiales de ayuda social.